# Callosciurus
Callosciurus is een geslacht van zoogdieren uit de familie Sciuridae (Eekhoorns).

## Soorten
Er worden 16 soorten in dit geslacht geplaatst:
- Callosciurus adamsi (Kloss, 1921)
- Callosciurus baluensis (Bonhote, 1901)
- Callosciurus caniceps (Gray, 1842) – Grijsbuikeekhoorn
- Callosciurus concolor (E. Blyth, 1855)
- Callosciurus erythraeus (Pallas, 1779) – Roodbuikeekhoorn
- Callosciurus finlaysonii (Horsfield, 1824) – Thaise eekhoorn
- Callosciurus honkhoaiensis Nguyen et al., 2018
- Callosciurus inornatus (Gray, 1867)
- Callosciurus melanogaster (Thomas, 1895)
- Callosciurus nigrovittatus (Horsfield, 1824)
- Callosciurus notatus (Boddaert, 1785) – Zwartneusklappereekhoorn
- Callosciurus orestes (Thomas, 1895)
- Callosciurus phayrei (Blyth, 1856)
- Callosciurus prevostii (Desmarest, 1822) – Prevosts klapperrat
- Callosciurus pygerythrus (I. Geoffroy, 1831)
- Callosciurus quinquestriatus (Anderson, 1871)